# Motor de inducción lineal

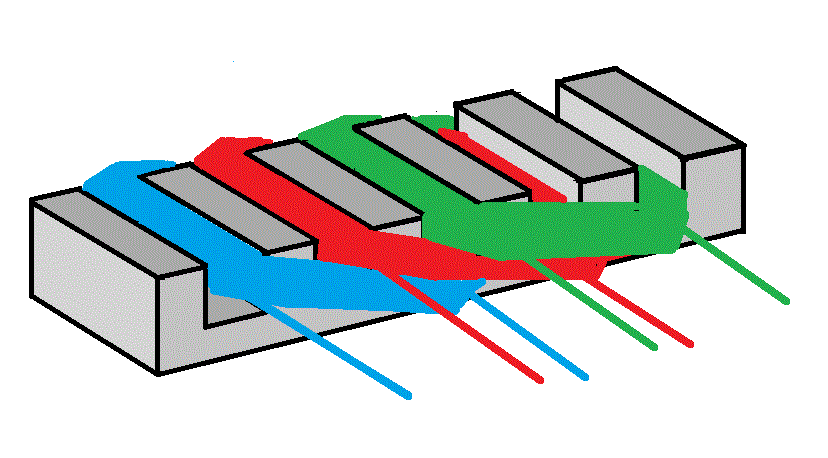
Un típico motor de inducción lineal trifásico. El núcleo "primario" (gris) tiene ranuras y los enrollamientos se colocan uno sobre otro. Una placa de aluminio arriba (no mostrada) sirve como "secundaria" y se moverá en relación a la primaria si se aplica una CA trifásica.

Un motor de inducción lineal ( LIM ) es un motor lineal asíncrono de corriente alterna (CA) que funciona según los mismos principios generales que otros motores de inducción, pero que normalmente está diseñado para producir movimiento directamente en línea recta. De forma característica, los motores de inducción lineales tienen una longitud primaria o secundaria finita, que genera efectos finales, mientras que un motor de inducción convencional está dispuesto en un bucle sin fin.

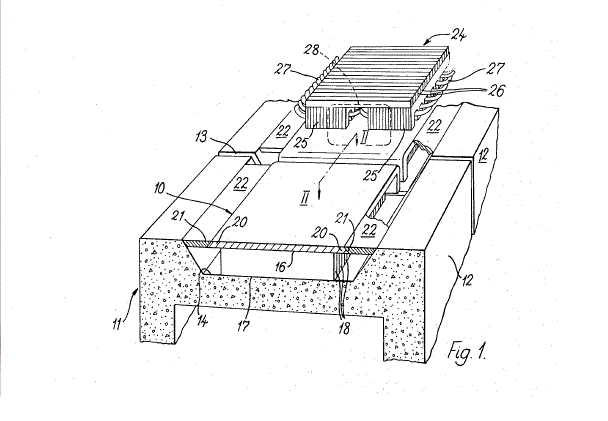
Un motor de inducción lineal de flujo transversal (aquí el primario está en la parte superior de la imagen) y tiene dos conjuntos de polos opuestos lado a lado. (Imagen de la patente de EE. UU. 3824414 de Eric Laithwaite)

Pese a su nombre, no todos los motores de inducción lineales producen movimiento lineal; se utilizan algunos motores de inducción lineales para generar rotaciones de grandes diámetros en los que el uso de un primario continuo sería muy caro.
Al igual que con los motores rotativos, los motores lineales a menudo funcionan con una fuente de alimentación trifásica y pueden soportar velocidades muy altas. Sin embargo, existen efectos finales que reducen la fuerza del motor y a menudo no es posible instalar una caja de cambios para compensar la fuerza y la velocidad. Por tanto, los motores de inducción lineales suelen ser menos eficientes energéticamente que los motores rotativos normales para cualquier salida de fuerza requerida.
Los LIM, a diferencia de sus homólogos rotativos, pueden dar un efecto de levitación. Por tanto, se utilizan a menudo cuando se requiere fuerza sin contacto, donde se desea un bajo mantenimiento o donde el ciclo de trabajo es bajo. Sus usos prácticos incluyen la levitación magnética, la propulsión lineal y los actuadores lineales. También se utilizaron para bombear metales líquidos.

## Historia
La historia de los motores eléctricos lineales
se remonta al menos a la década de 1840 hasta el trabajo de Charles Wheatstone en el King's College de Londres, pero el modelo de Wheatstone era demasiado ineficiente para ser práctico. Un motor de inducción lineal factible se describe en la patente estadounidense 782312 (1905; inventor Alfred Zehden de Frankfurt-am-Main), y es para conducir trenes o ascensores. El ingeniero alemán Hermann Kemper construyó un modelo de trabajo en 1935. A finales de la década de 1940, el profesor Eric Laithwaite del Imperial College de Londres desarrolló el primer modelo de trabajo a tamaño completo.

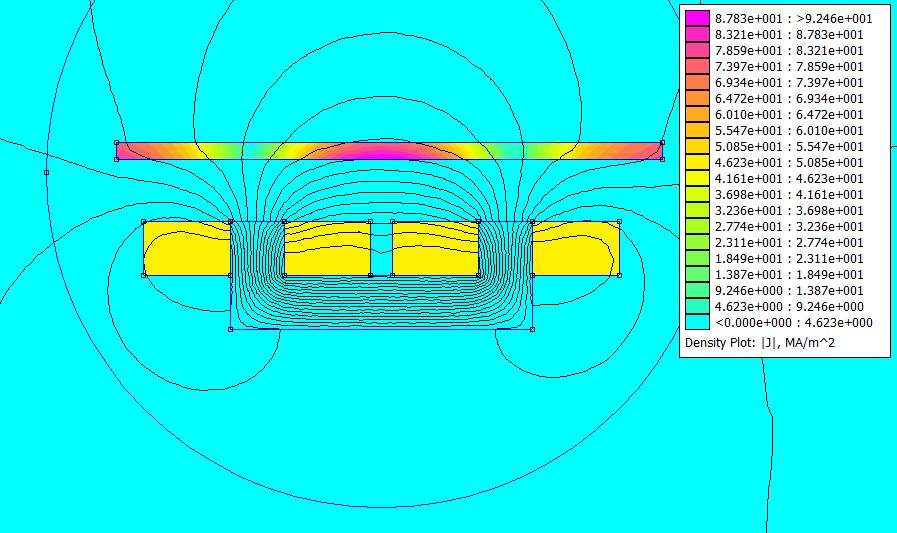
Simulación FEMM de una sección transversal del río magnético, coloreada por la densidad de corriente eléctrica

En una versión de un solo lado, el campo magnético puede crear fuerzas de repulsión que alejen al conductor del estator, levitándolo y llevándolo a lo largo de la dirección del campo magnético en movimiento. Laithwaite llamó las versiones posteriores a un río magnético. Estas versiones del motor de inducción lineal utilizan un principio llamado flujo transversal en el que dos polos opuestos se colocan uno junto al otro. Esto permite utilizar palos muy largos y, por tanto, permite una gran velocidad y eficiencia.

## Construcción
El primario de un motor de inducción lineal consiste típicamente en un núcleo magnético plano (generalmente laminado) con ranuras transversales que a menudo se cortan rectas con bobinas colocadas en las ranuras, con cada fase dando una polaridad alterna de forma que las diferentes fases se superponen físicamente.
El secundario es a menudo una lámina de aluminio, a menudo con una placa de soporte de hierro. Algunos LIM son de doble cara con un primario a cada lado del secundario y, en este caso, no se necesita ningún soporte de hierro.

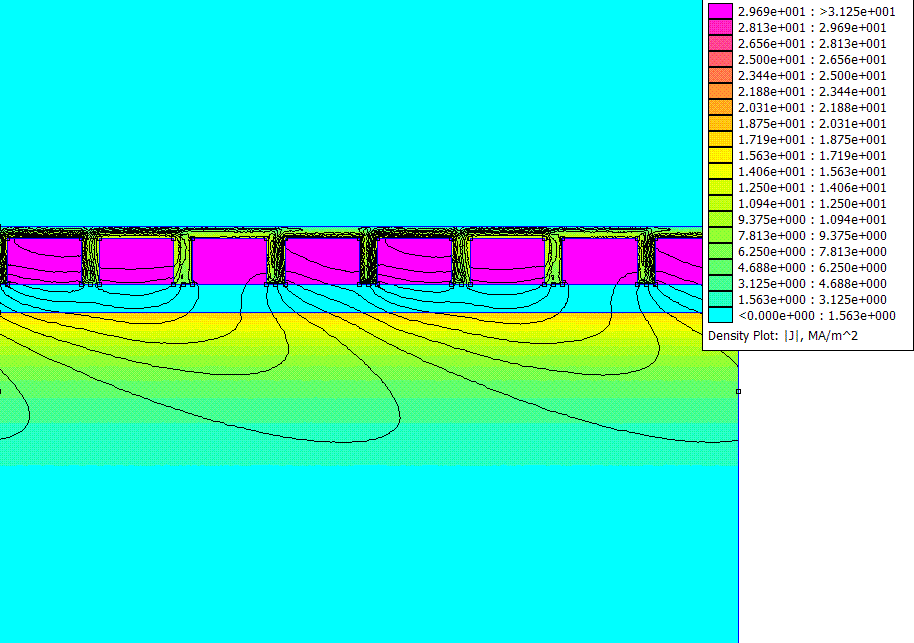
El campo magnético de un motor lineal barriendo hacia la izquierda, más allá de un bloque de aluminio. Coloreada por la corriente eléctrica inducida.

## Principios
En este diseño de motor eléctrico, la fuerza se produce por un campo magnético en movimiento lineal que actúa sobre los conductores del campo. Cualquier conductor, ya sea un bucle, una bobina o simplemente una pieza de placa metálica, que se coloque en este campo tendrá corrientes de Foucault inducidas, creando así un campo magnético opuesto de acuerdo con la ley de Lenz. Los dos campos opuestos se repelen, creando movimiento mientras el campo magnético barre el metal.
{\displaystyle n_{s}=2f_{s}/p}
donde fs es la frecuencia de suministro en Hz, p es el número de pulso y ns es la velocidad sincrónica del campo magnético en revoluciones por segundo.
El patrón de campo de desplazamiento tiene una velocidad de:
{\displaystyle v_{s}=2tf_{s}}
donde vs es la velocidad del campo de desplazamiento lineal en m/s, y t es el paso del polo.
Para un deslizamiento de s, la velocidad del secundario en un motor lineal viene dada por
{\displaystyle v_{r}=(1-s)v_{s}}